# Anel Hajrić
Anel Hajrić, bosansko-slovenski nogometaš * 4. marec 1996.
Hajrić je profesionalni nogometaš, ki igra na položaju napadalca. Od leta 2024 je član avstrijskega kluba Deutsch Goritz. Ped tem je igral za slovenske klube Maribor B, Zarica Kranj, Radomlje, Celje, Triglav Kranj in Rogaško, belgijski Lokeren, bosansko-hercegovski Željezničar, italijanski Buccino Volcei ter avstrijske First Vienna, SC Kalsdorf in Flavia Solva. Skupno je v prvi slovenski ligi odigral pet tekem, v drugi slovenski ligi pa je odigral 85 tekem in dosegel 63 golov ter bil v sezoni 2018/19 prvi strelec lige z 35 zadetki. Bil je član slovenske reprezentance do 16 let ter bosansko-hercegovske reprezentance do 18 in 19 let.